# سینما قدس (اردبیل)
سینما قدس یک سینما در شهر اردبیل، ایران است.
این سینما که متعلق به بخش خصوصی می‌باشد در سال ۱۳۴۸ با یک سالن به ظرفیت ۶۰۰ نفر افتتاح شده است.
سینما قدس یکی از دو سینمای فعال در شهر اردبیل می‌باشد.